# Gazzola
Gazzola est une commune de la province de Plaisance, dans la région Émilie-Romagne, en Italie.

## Administration
| Période                                  | Période  | Identité         | Étiquette | Qualité |
| ---------------------------------------- | -------- | ---------------- | --------- | ------- |
| 14 juin 2004                             | En cours | Stefano Tramelli |           |         |
| Les données manquantes sont à compléter. |          |                  |           |         |

### Hameaux
Momeliano, Rezzanello, Tuna.

### Communes limitrophes
Agazzano, Gossolengo, Gragnano Trebbiense, Piozzano, Rivergaro, Travo.